# Шокова терапія (психіатрія)
Шокова терапія — психіатрії це відносно непідготовлене та раптове фізичне лікування за допомогою надзвичайно сильних фізичних або хімічних подразників, що викликає «шок» у вигляді інтенсивних психічних, вегетативних, гормональних або гуморальних (або імунних) реакцій. Як гормональна реакція, наприклад Б. викид адреналіну як реакція на раптові та непереборні страшні переживання (психотравма).

## Психіатричний анамнез
Жан-Батист Дені (1643—1704) був першим, хто 15 червня 1667 року здійснив успішне переливання крові 15-річному хлопчику з лихоманкою, а також першим успішно ввів велику кількість артеріальної крові ягняти у вени психічно хворих людей. Ці початкові успіхи були, ймовірно, зумовлені ефектом шоку. В історії психіатрії з XVIII і до середини ХХ століття шокова терапія проводилася як специфічні соматичні лікувальні процедури з використанням дуже різних хімічних або фізичних методів. Тому вони можуть бути пов'язані з дуже різними медичними станами. З точки зору історії медицини, вони також пов'язані з безрезультатними суперечками між екстрасенсами та соматиками, оскільки обидві сторони по-своєму представляли претензії на абсолютність. Це призвело до дедалі більшого використання примусу з обох сторін. Слід розрізняти старі шокові методи лікування XVIII століття із зануренням, ваннами, наркотиками та новішими методами 20 століття із застосуванням інсуліну, пентетразолу (кардіазолу), електрики у вигляді електросудомної терапії та, рідше, камфори та амфетаміну. Вищі дози інсуліну викликали гіпоглікемічний шок. Спільним для нових методів є те, що епілептичні припадки або навмисно провокуються, або небезпека таких припадків приймається зі схваленням. Окрім таких термінів, як кардіазолошокова терапія (1934), інсуліношокова терапія та електрошокова терапія, також поширені такі терміни, як кардіазолове судомне лікування, інсулінове судомне лікування та електрошокове лікування. Шокова терапія кардіазолом, вперше описана Ладісласом Я. з Медуни (1896—1964), спочатку була замінена інсуліновою терапією, а потім електроконвульсивною терапією. Навіть сьогодні, в еру психотропних препаратів, це все ще розглядається як неминуча форма лікування в деяких випадках. Уве Генрік Петерс резюмує лікування шоком як «нападоподібне порушення гуморального та нейровегетативного балансу для лікування психологічних розладів». Отфрід К. Лінде також описує раптовий і несподіваний характер таких процедур на прикладі старих переливних і занурювальних ванн.

## Психотерапія
Як частина психотерапії, особливо методів поведінкової терапії, конфронтаційна терапія відіграє важливу роль у лікуванні страхів. Однак у професійно проведеній терапії пацієнт ні за яких обставин не піддається «шоку», тобто стикається з об'єктами страху несподівано або без його згоди. Тому термін «шокова терапія» некоректний для серйозних психотерапевтичних методів конфронтації.

## Розмовне вживання термінів
У розмовній мові шоковий досвід і його обробка також відноситься до масової очної ставки з досить страшним стимулом, який, як кажуть, виявляється цілющим, тобто допомагає зменшити страх. Однак слід припустити, що подія, що викликає страх, сама по собі є об'єктивно нешкідливою. Однак питання про те, чи є суб'єктивні припущення та побоювання, що лежать в основі, доречними, перебільшеними чи навіть помилковими, є спірним або їх потрібно оцінювати по-різному в кожному конкретному випадку. Ось як це відчувається, наприклад, дотик до змії часто викликає суб'єктивну огиду, але пов'язану з цим небезпеку можна оцінювати по-різному в кожному конкретному випадку. Визначення шоку, дане Карлом Ясперсом (1883—1969), також походить від цього розмовного визначення як призупинення функції без руйнування, спричинене будь-якими травмами або навіть сильними подразниками нервової системи. Як правило, функціональність частин, порушених ударом, через деякий час відновлюється самостійно. Однак із цього основного правила є винятки.

## Спосіб дії
Клаус Дьорнер (1933—2022) вважає, що лікувальний ефект шоку невідомий. Він говорить скоріше з сорому, наприклад, про «центрально-вегетативної зміни настрою». Однак, він не заперечує жодних підстав для переконання мирянина: «Я хотів би потрясти пана Х до глибини душі, щоб він, нарешті, знову прийшов до тями! Це відповідає одному з найдавніших психіатричних досвідів. Органічні захворювання мозку або інші фізичні хвороби можуть спричинити послаблення або переривання психотичних переживань». За словами Вальтера Ріттера фон Байєра, вони позбавили б їх основи, наприклад, страху, уваги та бажання. Страх життя або страх тіла може зробити психотичні страхи непотрібними. Цей ефект у психіатрії також називають зміною симптомів. Певну роль відіграють психодинамічні та енергетичний пріоритет вегетативно-фізичних процесів (пластова теорія, Зниження розумового рівня за П'єром Жане). Ще Аристотель вказував на лікувальний момент катарсису. Страшний досвід може викликати примітивні реакції та реакції навернення.

## Оцінка шокової терапії
Французький лікар Жан-Етьєн Ескіроль (1772—1840), директор психіатричної лікарні в Шарантоні, дав інструкції щодо використання води при психічних захворюваннях у своїй книзі «Психічні хвороби у зв'язку з медициною та державною медициною» (1838). Він пропонував більш м'які застосування, ніж його вчитель Філіп Пінель (1745—1826). Потім Пінель відмежувався від цих процедур, які він сам використовував, сказавши, що «треба червоніти перед цим медичним божевіллям, яке набагато небезпечніше, ніж божевілля психічно хворих, чий плутаний розум хочеться вилікувати».